# DC’s Legends of Tomorrow
DC’s Legends of Tomorrow – amerykański serial telewizyjny z gatunku science fiction, wyprodukowany przez Bonanza Productions, Berlanti Productions, Warner Bros. Television oraz DC Entertainment. Serial jest oparty na bohaterach komiksów DC Comics i jest spin-offem seriali Arrow oraz Flash. Głównym producentem serialu jest Phil Klemmer.
DC’s Legends of Tomorrow emitowany jest od 21 stycznia 2016 roku na The CW, natomiast w Polsce pierwszy sezon był udostępniany od 19 lutego 2016 roku przez platformę internetową Player.

## Fabuła
Rip Hunter, który stara się zapobiec strasznym wydarzeniom w przyszłości, podróżuje w czasie, aby zebrać grupę superbohaterów, którzy pomogą mu ocalić Ziemię i będą walczyć z zagrożeniem.

## Obsada

### Główna
- Caity Lotz jako Sara Lance/White Canary
- Victor Garber jako profesor Martin Stein/Firestorm
- Brandon Routh jako Ray Palmer/The Atom
- Arthur Darvill jako Rip Hunter
- Ciara Renée jako Kendra Saunders/Hawkgirl[5] (sezon 1)
- Dominic Purcell jako Mick Rory/Heat Wave
- Wentworth Miller jako Leonard Snart/Captain Cold
- Falk Hentschel jako Carter Hall/Hawkman[6][7] (sezon 1)
- Franz Drameh jako Jefferson „Jax” Jackson/Firestorm
- Nick Zano jako Nathaniel „Nate” Heywood/Citizen Steel (od sezonu 2)
- Maisie Richardson-Sellers jako Amaya Jiwe/Vixen / Charlie (od sezonu 2)
- Matt Letscher jako Eobard Thawne/Reverse-Flash (sezon 2)
- Tala Ashe jako Zari Tomaz (od sezonu 3)
- Neal McDonough jako Damien Darhk (sezon 2 i 3)
- Jes Macallan jako Ava Sharpe
- Courtney Ford jako Nora Dhark
- Matt Ryan jako John Constantine
- Amy Louise Pemberton jako Gideon

### Drugoplanowa
- Stephanie Corneliussen jako Valentina Vostok/Soviet Firestorm[8] (sezon 1)
- Casper Crump jako Vandal Savage[9] (sezon 1)
- Lance Henriksen jako Todd Rice/Obsidian[10] (sezon 2)
- Sarah Grey jako Courtney Whitmore/Stargirl[11] (sezon 2)

### Gościnnie
- Peter Francis James jako dr Aldus Boardman[12]
- Keiynan Lonsdale jako Wally West/Kid Flash (sezon 3)
- Carlos Valdes jako Cisco Ramon/Vibe[13]
- Katie Cassidy jako Laurel Lance/Black Canary
- Grant Gustin jako Barry Allen/Flash
- Matthew Nable jako Ra’s al Ghul[14]
- Ali Liebert jako Lindsy Carlisle[15]
- Jewel Staite jako Rachel Turner[16]
- Johnathon Schaech jako Jonah Hex[17]
- Martin Donovan jako Zaman Druce[18]
- Stephen Amell jako Oliver Queen/Green Arrow[19]
- Matthew MacCaull jako Henry Heywood Sr./Commander Steel[20]

## Przegląd sezonów
| Sezon | Sezon | Odcinki | Pierwsza emisja      | Pierwsza emisja | Pierwsza emisja      | Pierwsza emisja      | Pierwsza emisja |
| Sezon | Sezon | Odcinki | Premiera sezonu      | Finał sezonu    | Premiera sezonu      | Finał sezonu         |                 |
| ----- | ----- | ------- | -------------------- | --------------- | -------------------- | -------------------- | --------------- |
|       | 1     | 16      | 21 stycznia 2016     | 19 maja 2016    | 19 lutego 2016       | 26 maja 2016         |                 |
|       | 2     | 17      | 13 października 2016 | 4 kwietnia 2017 | 10 czerwca 2017      | 10 czerwca 2017      |                 |
|       | 3     | 18      | 10 października 2017 | 9 kwietnia 2018 | 10 października 2019 | 10 października 2019 |                 |
|       | 4     | 16      | 22 października 2018 | 20 maja 2019    | 22 października 2020 | 22 października 2020 |                 |
|       | 5     | 15      | 14 stycznia 2020     | 2 czerwca 2020  | 15 marca 2022        | 15 marca 2022        |                 |
|       | 6     | 15      | 2 maja 2021          | 5 września 2021 | 27 sierpnia 2023     | 27 sierpnia 2023     |                 |
|       | 7     | 13      | 13 października 2021 | 2 marca 2022    | 30 listopada 2023    | 30 listopada 2023    |                 |

## Produkcja
8 maja 2015 roku stacja The CW zamówiła serial na sezon telewizyjny na sezon 2015/16, którego emisja została zaplanowana na midseason. Pierwszy sezon DC’s Legends of Tomorrow liczy 16 odcinków.
11 marca 2016 roku stacja The CW ogłosiła przedłużenie serialu o 2. sezon.
8 stycznia 2017 roku, stacja The CW ogłosiła oficjalnie przedłużenie serialu o trzeci sezon.
2 kwietnia 2018 roku, stacja The CW ogłosiła oficjalnie przedłużenie serialu o czwarty sezon.
31 stycznia 2019 roku potwierdzono produkcję piątego sezonu.
Na początku stycznia 2020 roku stacja The CW ogłosiła zamówienie szóstego sezonu.
3 lutego 2021 stacja potwierdziła produkcję siódmego sezonu, którego pierwszy odcinek został wyemitowany 13 października 2021. Ostatni odcinek tej serii został wyemitowany 2 marca 2022 roku. 29 kwietnia 2022 stacja The CW ogłosiła zakończenie produkcji serialu po siedmiu sezonach.